# Sandusky (Ohio)
Sandusky település az Amerikai Egyesült Államok Ohio államában, Erie megyében, melynek megyeszékhelye is. Lakosainak száma 25 095 fő (2020. április 1.).

## Népesség
A település népességének változása:

| 2010 | 25 793 |
| 2020 | 25 095 |